# أباشة (تصنيف)

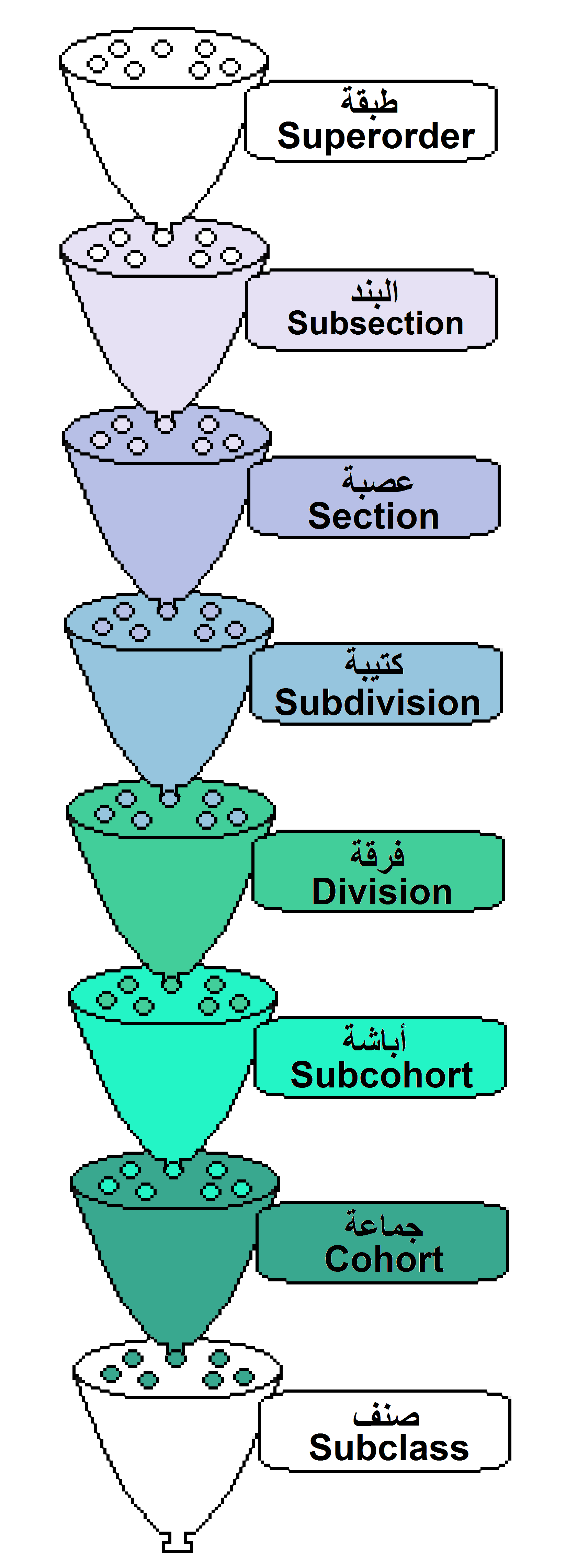
مثال على ترتيب التصنيفات من جماعة إلى بند الأكثر تداولا ضمن علم الحيوان

الأباشة (بالإنجليزية: Subcohort)‏ هي تصنيف فرعي من ضمن تصنيفات الجماعة وتأتي مباشرة بعدها وتعلو تصنيف الفرقة. وهي ليست من التصنيفات الأساسية. في التصنيف الحيواني تأتي هذه التصنيفات بين تصنيفي الصنف والطبقة. وفي التصنيف النباتي تأتي أحيانا بين تصنيفي الشعبة والطائفة.

## أمثلة حيوانية
- أباشة مسطحات الصدر من الطيور